# Особлива військова школа Сен-Сір

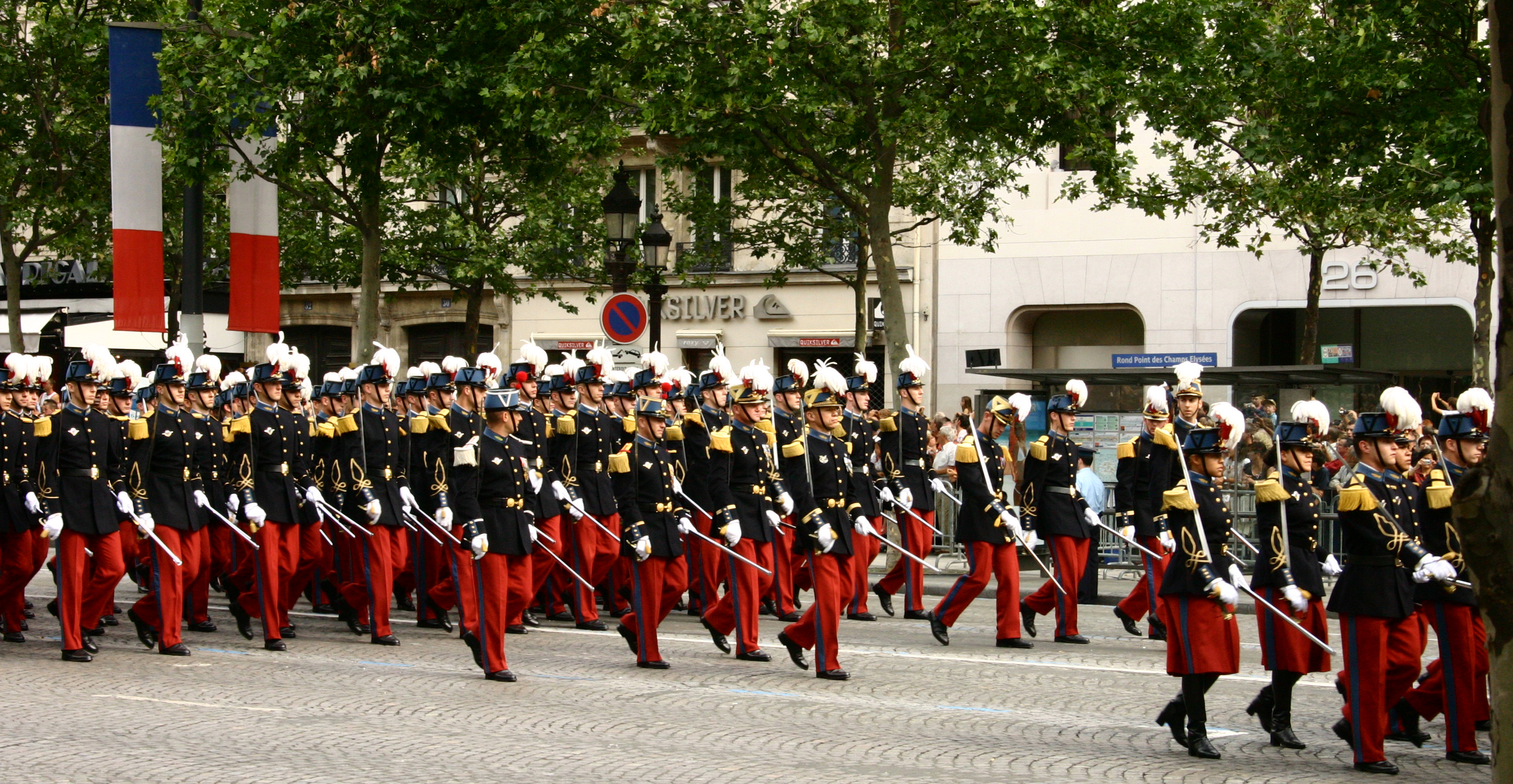
Курсанти на параді на честь дня взяття Бастилії (Єлисейські Поля, 2007)

Особлива військова школа Сен-Сір (фр. École spéciale militaire de Saint-Cyr фр. вимова: [ekɔl spesjal militɛʁ də sɛ̃siʁ], скороч. ESM і її часто називають Сен-Сір (Saint-Cyr фр. вимова: [sɛ̃ siʁ])) — вищий навчальний заклад, що займається підготовкою кадрів для французького офіцерства і жандармерії. Заснована 1802 року Наполеоном Бонапартом в Фонтенбло замість королівської військової школи, розпущеної під час революції. Чимало абітурієнтів Сен-Сіра є випускниками Національного військового училища в Ла-Флеші. Девіз школи — «Вчаться, щоб перемагати» (Ils s'instruisent pour vaincre).
Свою назву військова академія отримала після того, як була переведена 1806 року в паризьке передмістя Сен-Сір, де їй було відведено будинок пансіонату для дівчат дворянського стану, заснованого 1686 року мадам де Ментенон. Серед випускників Сен-Сіра — 11 маршалів Франції, 6 членів Французької академії і троє голів держави (Патріс Мак-Магон, Петен, де Голль), бригадний генерал, українець за походженням Серж Андоленко,  бригадний генерал, командувач Французького іноземного легіону з липня 2023 року Ющенко Кирило а також блаженний Шарль Фуко і вбивця Пушкіна — Жорж Шарль Дантес.
Після поразки Франції у війні з Німеччиною школа була евакуйована на південь Франції, в Екс-ан-Прованс, а в 1942 р. і зовсім припинила своє існування. Її колишні будівлі в Сен-Сірі були зруйновані бомбардуванням союзників. 1945 р. відновлена де Голлем в містечку Гер на краю Броселіандського лісу, 43 км на північний захід від Ренна (Бретань). Сенсірська школа має популярність серед туристів, при ній діє музей.

## Відомі випускники
- Іон Емануїл Флореску